# Neoabsolutyzm

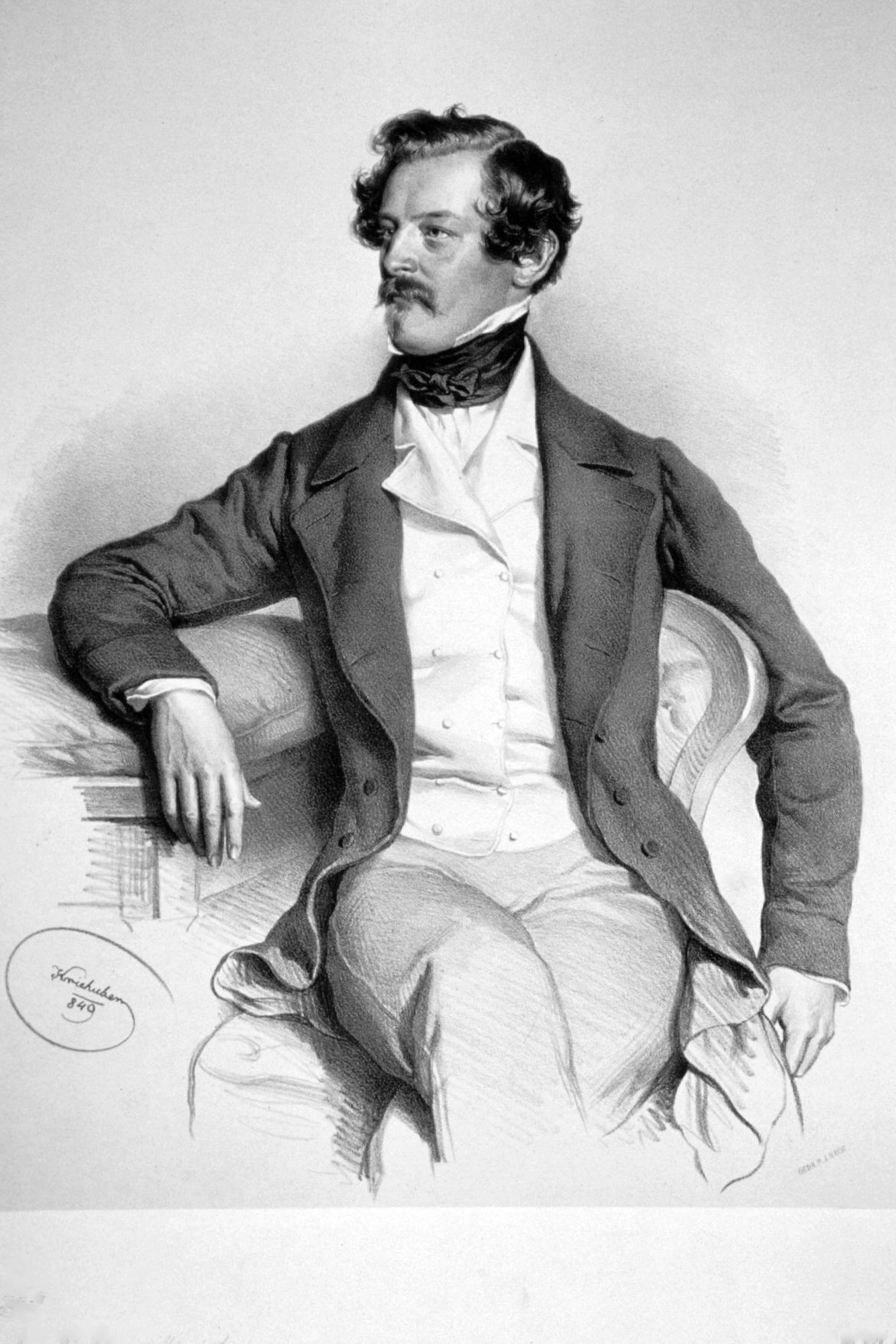
Aleksander von Bach

Neoabsolutyzm (Era Bacha) – okres w dziejach politycznych Cesarstwa Austrii w latach 1851–1859.
Okres ten, rozpoczynający się zdławieniem w Austrii i na Węgrzech Wiosny Ludów, charakteryzował się z jednej strony centralizacją, reformami i modernizacją państwa, a z drugiej strony rozbudową biurokracji i aparatu policyjnego oraz represjami i uciskiem mniejszości narodowych.
Nazwa era Bacha pochodzi od nazwiska Aleksandra von Bacha, ówczesnego ministra spraw wewnętrznych, a od 1852 szefa rządu. Okres ten zakończył się w 1859 rozluźnieniem polityki centralistycznej w wyniku przegranej wojny z Francją.